# Phelister weberi
Phelister weberi är en skalbaggsart som beskrevs av Heinrich Bickhardt 1917. Phelister weberi ingår i släktet Phelister och familjen stumpbaggar. Inga underarter finns listade i Catalogue of Life.